# Elizabetha leiogyne
Elizabetha leiogyne är en ärtväxtart som beskrevs av Adolpho Ducke. Elizabetha leiogyne ingår i släktet Elizabetha och familjen ärtväxter. Inga underarter finns listade i Catalogue of Life.